# Yoshifumi Kashiwa
Yoshifumi Kashiwa (jap. 柏 好文 Kashiwa Yoshifumi; ur. 28 lipca 1987) – japoński piłkarz występujący na pozycji pomocnika. Obecnie występuje w Sanfrecce Hiroszima.

## Kariera klubowa
Od 2010 roku występował w klubach Ventforet Kofu i Sanfrecce Hiroszima.